# موتور محمدحسین شهلی بر
موتور محمدحسین شهلی بر یک منطقهٔ مسکونی در ایران است که در دهستان حومه (ایرانشهر) واقع شده‌است. موتور محمدحسین شهلی بر ۱۹ نفر جمعیت دارد.